# Yakou Méïté
Yakou Méïté (Parigi, 11 febbraio 1996) è un calciatore ivoriano con cittadinanza francese, attaccante del Cardiff City e della nazionale ivoriana.

## Caratteristiche tecniche
È un'ala sinistra.

## Carriera

### Club
Cresciuto nel settore giovanile del Paris Saint-Germain, dopo tre stagioni consecutive trascorse nella squadra riserve dei parigini ha esordito in prima squadra il 9 aprile 2016 in occasione dell'incontro di Ligue 1 vinto 2-0 contro il Guingamp.
Il 29 luglio successivo è stato ceduto a titolo definitivo al Reading.

### Nazionale
Dopo numerose presenze con le varie nazionali giovanili ivoriane, nel 2019 ha esordito in nazionale maggiore.

## Palmarès

### Club

#### Competizioni nazionali
- Campionato francese: 1

PSG: 2015-2016